# Charley's War
La Grande Guerre de Charlie (Charley's War) est une bande dessinée britannique écrite par Pat Mills et Scott Goodall et dessinée par Joe Colquhoun. Elle est parue dans la revue Battle Picture Weekly du 6 janvier 1979 au 23 janvier 1988 (numéros 113 à 120) puis Eagle. Cette série est disponible dans son intégralité en langue française, publiée par les éditions DELIRIUM.
Pat Mills a scénarisé la partie consacrée à la Première Guerre mondiale et Scott Goodall la Seconde.

## Scénario
Charley Bourne a 16 ans en 1916 quand il s'engage dans l'armée britannique engagée dans la Grande Guerre, en mentant sur son âge. Dès lors, on le voit engagé sur tous les fronts, de la Somme à Ypres, passant d'un poste à un autre, de fantassin à brancardier ou même sapeur. Ses aventures se poursuivent même après la victoire de 1918 avec sa participation à l'intervention britannique dans la Révolution russe. Les personnages annexes permettent de raconter d'autres aspects du conflit, tels la Bataille de Verdun ou celle du Jutland.

## Commentaires
L'histoire fourmille de détails historiques exacts conférant à l'ensemble un côté « documentaire ». Charley n'est pas un héros classique, plutôt même un anti-héros, peu intelligent, mais assez courageux et sympathique. Les horreurs de la guerre sont décrites avec minutie, ainsi que les relations épistolaires, pleines d'incompréhension avec l'arrière, les gaz, les dernières charges de cavalerie, les tireurs allemands… On y voit même Charley découragé, quasi-dépressif ou aidant des déserteurs. Malheureusement, l'histoire, sous le nom de Charley s'en va-t-en guerre, qui débuta dans Bengali se poursuivit dans Pirates, mais sans aller jusqu'à sa conclusion.
Sous le titre La Grande Guerre de Charlie'la bande dessinée concernant la Première Guerre mondiale a également été rééditée en langue française par les éditions DELIRIUM à partir de 2011, avec des commentaires historiques. 10 tomes ont ainsi été édités pour proposer aux lecteurs francophones pour la première fois cette série en intégralité et dans son format original. La séerie a été rééditée au Royaume-Uni par Titan Books depuis les années 2000 ; les éditions DELIRIUM ont repris les planches utilisées pour ces éditions tout en en restaurant une large partie en accédant aux planches originales.
Considérée comme l'une des meilleures bandes-dessinées de guerre, Charley's war a fait l'objet d'une exposition temporaire au Musée de la Grande Guerre du pays de Meaux en 2014-2015.